# Кубок Вірменії з футболу 2008
Кубок Вірменії з футболу 2008 — 17-й розіграш кубкового футбольного турніру у Вірменії. Володарем кубка вп'яте став Арарат.

## Перший раунд
Перші матчі відбулися 21-22 березня, а матчі-відповіді — 28-29 березня 2008 року.
| Команда 1         | Заг. | Команда 2    | 1-й матч | 2-й матч |
| ----------------- | ---- | ------------ | -------- | -------- |
| Бананц-2 (2)      | 2:6  | Уліссес      | 1:4      | 1:2      |
| Пюнік             | 15:2 | Патані (2)   | 11:2     | 4:0      |
| Гандзасар (Капан) | 8:0  | Пюнік-2 (2)  | 3:0      | 5:0      |
| Кілікія           | 5:2  | Міка-2 (2)   | 2:0      | 3:2      |
| Міка              | 11:0 | Арарат-2 (2) | 7:0      | 4:0      |
| Шенгавіт (2)      | 2:3  | Ширак        | 1:3      | 1:0      |

## Чвертьфінали
Перші матчі відбулися 2 квітня, а матчі-відповіді — 10 квітня 2008 року.
| Команда 1 | Заг.            | Команда 2         | 1-й матч | 2-й матч |
| --------- | --------------- | ----------------- | -------- | -------- |
| Арарат    | 2:1             | Уліссес           | 0:1      | 2:0      |
| Пюнік     | 0:0 дч пен. 4:1 | Гандзасар (Капан) | 0:0      | 0:0      |
| Кілікія   | 1:3             | Міка              | 0:1      | 1:2      |
| Ширак     | 1:1 дч пен. 5:6 | Бананц            | 0:1      | 1:0      |

## Півфінали
Перші матчі відбулися 14 квітня, а матчі-відповіді — 23 квітня 2008 року.
| Команда 1 | Заг. | Команда 2 | 1-й матч | 2-й матч |
| --------- | ---- | --------- | -------- | -------- |
| Арарат    | 5:1  | Пюнік     | 2:1      | 3:0      |
| Міка      | 1:5  | Бананц    | 1:3      | 0:2      |

## Фінал
| 9 травня 2008 17:00 (CET) |

| Арарат                    | 2:1 дч   | Бананц     |
| ------------------------- | -------- | ---------- |
| Мінасян 75' Піззеллі 115' | Протокол | Марков 36' |

| Стадіон «Арнар», Іджеван Глядачів: 2 500 Арбітр: Арарат Джагарян |